# Вулиця Генерала Петрова (Севастополь)
Вулиця Генерала Петрова — вулиця в Ленінському районі Севастополя, між площею Лазарєва і Карантинною вулицею.

## Опис
Вулиця тягнеться від Комсомольського парку до вулиці Генерала Нефьодова. Поруч із нею на території парку розташована зупинка громадського транспорту з однойменною назвою «Генерала Петрова». Через неї проходить 19 варіантів маршрутного таксі та 4 тролейбуси.
Поруч розташований Петропавлівський собор, Володимирський собор та Покровський собор.

## З історії

анотаційна дошка

8 жовтня 1966 року вулиці Костянтина і Паркова були об'єднані в одну під назвою вулиця Генерала Петрова.
Вулиця Костянтина в кінці XIX століття називалася Карантинною, на початку XX століття вулицею міського голови міста М. І. Казі. 10 липня 1935 року до 30-річчя повстання на броненосці «Потьомкін» вулицю Казі перейменували на вулицю Костянтина. «Костянтин» — підпільна кличка Олексія Скрипника, що керував в 1905 році севастопольської військовою організацією більшовиків.
Вулиця Паркова колись називалася Об'їзною, значилася в списках вулиць міста з початку XX століття.
Анотаційне позначення вулиці Генерала Петрова встановлено на будинку № 2.